# Dobrá Voda u Pacova
Dobrá Voda u Pacova (deutsch Gutwasser) ist eine Gemeinde in Tschechien. Sie liegt sechs Kilometer nordöstlich von Černovice und gehört zum Okres Pelhřimov.

## Geographie
Dobrá Voda u Pacova befindet sich im Süden der Böhmisch-Mährischen Höhe. Das Dorf liegt am Nordhang des Jalový vrch (674 m) in der Quellmulde eines linken Zuflusses zum Bach Novodvorský potok. Östlich erhebt sich der Peklo (649 m), im Südwesten der Vrchy (715 m) und Svidník (739 m). Nordwestlich befindet sich der ehemalige Militärflugplatz Kámen. Östlich des Dorfes entspringt der Novodvorský potok.
Nachbarorte sind Kámen und Nízká Lhota im Norden, Vysoká Lhota im Nordosten, Peklůvko, Moraveč, Na Peklově und Žlíbek im Osten, Lidmaňka im Südosten, Lidmaň, Tvrziny und Lhotka im Süden, Svatava, Vackov und Černovice im Südwesten, Vintířov und Brná im Westen sowie Věžná im Nordwesten.

## Geschichte

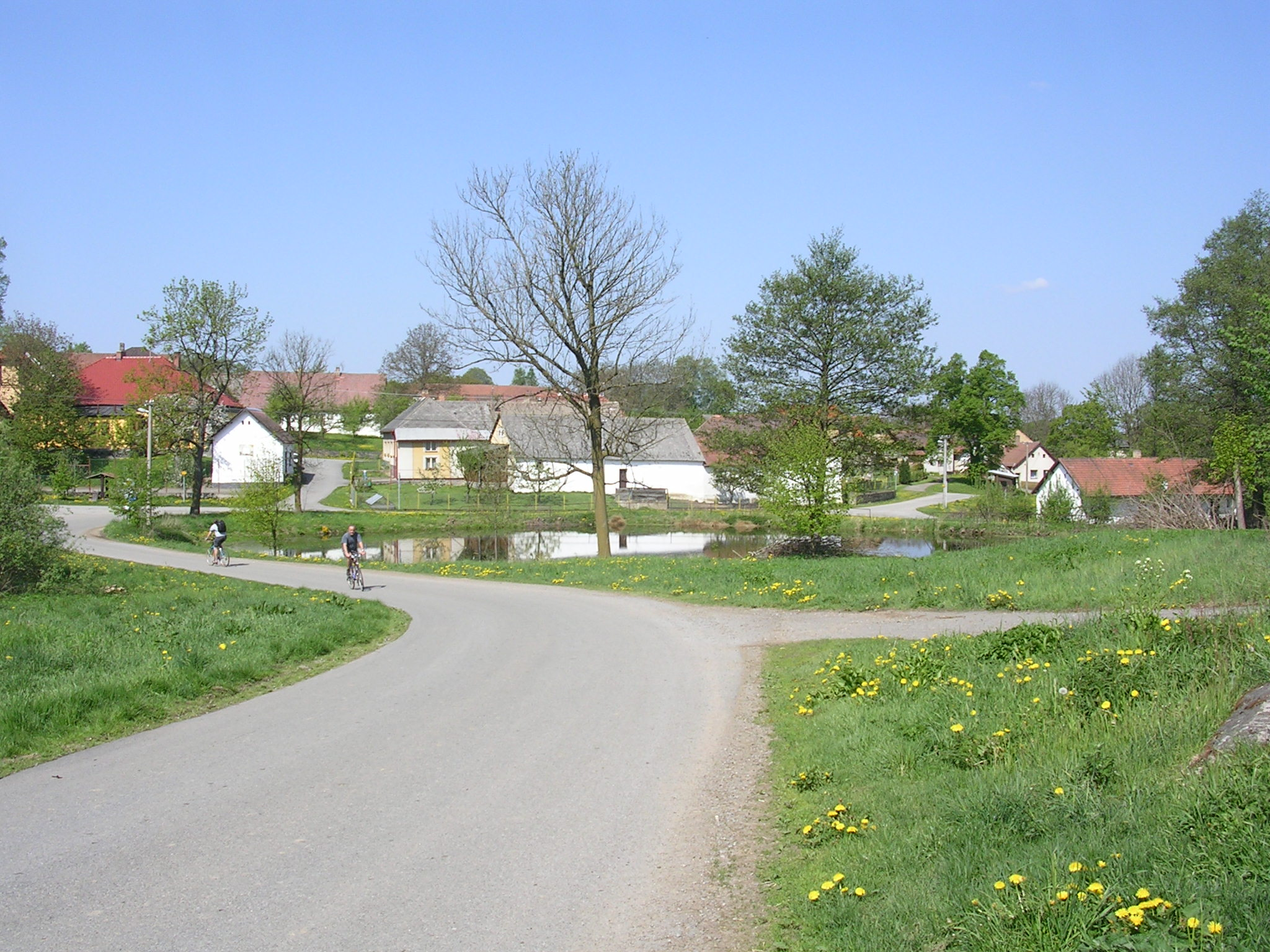
Ortsansicht von Dobrá Voda u Pacova

Dobrá Voda wurde wahrscheinlich vor dem Jahr 1300 gegründet. Der erste urkundliche Nachweis des zur Burgherrschaft Kámen gehörigen Dorfes erfolgte im Jahre 1318. Besitzer waren u. a. die Herren von Ziegelheim, Malovec von Pacov und die Kressl von Qualtenberg.
Nach der Aufhebung der Patrimonialherrschaften bildete Dobrá Voda/Gutwasser ab 1850 einen Ortsteil der Gemeinde Vysoká Lhota-Zlatenka in der Bezirkshauptmannschaft Pelhřimov. 1868 löste sich Dobrá Voda los und bildete eine eigene Gemeinde. 1905 wurde ein Schulhaus errichtet. Zwischen 1947 und 1960 gehörte Dobrá Voda zum Okres Pacov und kam nach dessen Aufhebung zum Okres Pelhřimov zurück. Seit 1961 führt der Ort den amtlichen Zusatz u Pacova zur Unterscheidung von dem im gleichen Bezirk befindlichen Dorf Dobrá Voda im Namen. 1976 erfolgte die Eingemeindung nach Kámen. 1990 entstand die Gemeinde Dobrá Voda u Pacova wieder.
Das Gebäude der ehemaligen Schule dient heute als Sitz der Gemeindeverwaltung.

## Gemeindegliederung
Für die Gemeinde Dobrá Voda u Pacova sind keine Ortsteile ausgewiesen.

## Sehenswürdigkeiten
- Kapelle der Heiligen Dreifaltigkeit am Dorfplatz, das 1885 an Stelle einer hölzernen Glockenturmes errichtete Bauwerk besitzt eine Glocke aus dem Jahre 1776. Im Jahre 2002 wurde das Dach neu eingedeckt und ein neues Kupferkreuz mit einer Gedenkirkunde und Münzen in der Turmkugel aufgesetzt. Zur jährlichen Trinitatiswallfahrt wird in der Kapelle ein Gottesdienst abgehalten.
- Denkmal für die Opfer des Ersten Weltkrieges, unter den Linden bei der Kapelle, errichtet 1930